# Samsung Gear 2
Il Samsung Gear 2 (SM-R380) e Samsung Gear 2 Neo sono smartwatch prodotti da Samsung Electronics. Presentati il 22 febbraio 2014 al Mobile World Congress.
Si trattano dei successori del Samsung Galaxy Gear, primo indossabile della casa sudcoreana.
Inizialmente era venduto a 299 euro.
Rispetto al Galaxy Gear, il cambiamento più significativo apportato alla linea Gear 2 è stata la sostituzione di Android con il sistema operativo Tizen sviluppato da Samsung, promettendo funzionalità migliorate (come il software Samsung Health e un lettore musicale integrato) e la durata della batteria migliorata. Il design del dispositivo stesso è stato inoltre aggiornato con il passaggio della fotocamera e dell'altoparlante dal cinturino all'orologio stesso, migliorando l'impermeabilità da polvere e acqua (certificato IP67), e consentendo agli utenti di sostituire le proprie bande più facilmente. Insieme all'aggiunta di una porta a infrarossi e di un sensore della frequenza cardiaca ottico, e non meno importante il tasto fisico home/accensione/spegnimento è stato spostato nella parte frontale, sotto lo schermo.
Il suo successore, il Samsung Gear S, è stato immesso sul mercato il 7 novembre 2014.

## Hardware e software
Dal punto di vista hardware Gear 2 è venduto con processore Exynos 3250, dual-core con frequenza di clock di 1 GHz. Ha 512 MB di RAM e 4 GB di ROM, una fotocamera da 2 megapixel, ha Bluetooth 4.0 ed un sensore ad infrarossi LED che consente di controllare una TV e un condizionatore dallo smartwatch. Ha un cardiofrequenzimetro, un accelerometro e un giroscopio. Il suo adattatore per la ricarica è stato ridotto nelle dimensioni per renderlo meno invasivo rispetto a quello del suo predecessore.
L'OS utilizzato in questo smartwatch è Tizen. In funzione di ciò, l'app Gear Manager viene rinnovata in linea con l'interfaccia del Galaxy S5 e con nuove funzioni. E il predecessore Galaxy Gear viene aggiornato da Android a Tizen.
Può soltanto collegarsi via Bluetooth soltanto con lo smartphone (che supporta l'app Galaxy Wearable) scelto durante la configurazione dello smartwatch. Per le funzioni di ricevitore e invio di dati per particolari funzioni dedicate. E se lo smartphone scelto viene ripristinato, anche lo smartwatch necessita di essere ripristinato, per la ri-configurazione del collegamento Bluetooth.
È possibile tuttavia collegarlo anche agli auricolari bluetooth o a qualsiasi accessorio simile, che può solo ricevere informazioni (audio) col medesimo collegamento.
Il plugin che permette il collegamento tra il Gear e lo smartphone ("Gear S Plugin", compatibile anche con il Galaxy Gear e il Gear S), richiede come minimo Android 4.4 . Un avviso della Samsung, tuttavia, afferma che tale plugin non verrà più supportato, a partire dai modelli di smartphone del 2021.

## Varianti e altri modelli

### Samsung Gear 2 neo
Entra in commercio nel Febbraio del 2014, poco dopo il Gear 2. La caratteristica che lo contraddistingue da quest'ultimo è l'assenza della fotocamera, un design leggermente ri-disegnato e la cornice frontale con tasto fisico dello stesso colore del cinturino. Anch'egli è certificato IP67 per la resistenza da acqua e polvere.